# Architrave
Architrave es una aplicación informática de cálculo de estructuras desarrollada en la Universidad Politécnica de Valencia.
La aplicación permite calcular estructuras de edificación y obra civil mediante el método de los elementos finitos, analizar los resultados y redimensionar (de forma automática o manual) los elementos estructurales para que el proyecto cumpla con las especificaciones del Código Técnico de la Edificación (CTE) y de la Instrucción Española del Hormigón Estructural (EHE-08). Finalmente es capaz de generar listados, tablas y planos de ejecución en formato DXF.
El diseño del modelo estructural se realiza en 3D con AutoCAD mediante las herramientas propias de este entorno y otras que proporciona un plugin suministrado.

## Historia
En 2003, el grupo CiD del Departamento de Mecánica de Medios Continuos y Teoría de Estructuras desarrolló y comercializó la aplicación de cálculo estático y dinámico, mediante el método de los elementos finitos, denominada EFCID.
Por su parte el Área de Grid y Computación de Altas Prestaciones (GRyCAP), actualmente del Instituto de Instrumentación para Imagen Molecular, desarrolla GRID4BUILD, un entorno Grid de altas prestaciones orientado al cálculo estático y dinámico y la visualización en 3D de estructuras de edificación.
Más tarde se establece una colaboración entre ambos grupos, desarrollando la aplicación Architrave que se comercializa actualmente. Esta última incluye una interfaz gráfica que mejora a las anteriores, con un cálculo estructural más completo, rápido y eficiente.